# Lista nagród grupy Nickelback
Lista nagród Nickelbacka – dział ten przedstawia listę nagród oraz nominacji zdobytych w ciągu całej swej działalności muzycznej przez kanadyjską grupę rockową Nickelback. 

## Nagrody

### Kanadyjskie środowisko niezależne
Tabela przedstawia nominację zespołu do nagrody kanadyjskiego środowiska niezależnego.
| People’s Choice Awards | People’s Choice Awards | People’s Choice Awards | People’s Choice Awards |
| Rok                    | Nominacja              | Kategoria              | Rezultat               |
| ---------------------- | ---------------------- | ---------------------- | ---------------------- |
| 1996                   | „Curb”                 | Najlepsza płyta        | Nominacja              |

### Choice Music Awards
Tabela przedstawia nominację zespołu do nagrody amerykańskiej Choice Music Awards.
| Choice Music Awards | Choice Music Awards | Choice Music Awards   | Choice Music Awards |
| Rok                 | Nominacja           | Kategoria             | Rezultat            |
| ------------------- | ------------------- | --------------------- | ------------------- |
| 2000                | Nickelback          | Favourite Heavy Metal | Wygrana             |

### American Music Awards
Tabela przedstawia nagrody przemysłu amerykańskiego American Music Awards. Nickelback spośród 6 nominacji zdobyli 2 statuetki.
| American Music Awards | American Music Awards | American Music Awards            | American Music Awards |
| Rok                   | Nominacja             | Kategoria                        | Rezultat              |
| --------------------- | --------------------- | -------------------------------- | --------------------- |
| 2003                  | Nickelback            | Favorite Pop/Rock Band/Duo/Group | Nominacja             |
| 2004                  | Nickelback            | Favorite Pop/Rock Band/Duo/Group | Nominacja             |
| 2006                  | Nickelback            | Favorite Pop/Rock Band/Duo/Group | Nominacja             |
| 2006                  | Nickelback            | Favorite Alternative Artist      | Nominacja             |
| 2006                  | All the Right Reasons | Favorite Pop/Rock Album          | Wygrana               |
| 2007                  | Nickelback            | Favorite Pop/Rock Band/Duo/Group | Wygrana               |

### Billboard Music Awards
Tabela przedstawia listę nominacji do nagród przemysłu amerykańskiego Billboard Music Awards. Są sponsorowane przez magazyn Billboard. Rozdawane są w grudniu. Nickelback spośród 5 nominacji zdobył 3 statuetki.
| Billboard Music Awards | Billboard Music Awards | Billboard Music Awards               | Billboard Music Awards |
| Rok                    | Nominacja              | Kategoria                            | Rezultat               |
| ---------------------- | ---------------------- | ------------------------------------ | ---------------------- |
| 2006                   | Nickelback             | Artist of the Year                   | Nominacja              |
| 2006                   | Nickelback             | Duo/Group of the Year                | Wygrana                |
| 2006                   | Nickelback             | Hot 100 Artist Duo/Group of the Year | Wygrana                |
| 2006                   | All the Right Reasons  | Rock Album of the Year               | Wygrana                |
| 2006                   | All the Right Reasons  | Album of the Year                    | Nominacja              |

### Grammy Awards
Tabela przedstawia najbardziej prestiżowe nagrody przemysłu muzycznego Grammy Awards. Są przyznawane przez Recording Academy.  Nickelback łącznie otrzymał 5 nominacji, nie zdobywając żadnej statuetki.
| Grammy Awards | Grammy Awards               | Grammy Awards                                      | Grammy Awards |
| Rok           | Nominacja                   | Kategoria                                          | Rezultat      |
| ------------- | --------------------------- | -------------------------------------------------- | ------------- |
| 2003          | „How You Remind Me”         | Record of the Year                                 | Nominacja     |
| 2004          | „Someday”                   | Best Rock Song                                     | Nominacja     |
| 2004          | „The Long Road”             | Best Rock Album                                    | Nominacja     |
| 2005          | „Feelin' Way Too Damn Good” | Best Hard Rock Performance                         | Nominacja     |
| 2008          | „If Everyone Cared”         | Best Rock Performance by a Duo or Group with Vocal | Nominacja     |

### Juno Awards
Tabela przedstawia listę nagród kanadyjskiego przemysłu muzycznego, Juno Awards. Są one kanadyjskim odpowiednikiem amerykańskiej nagrody Grammy Awards. Są przyznawane przez Canadian Academy of Recording Arts and Sciences. Nickelback spośród 21 nominacji zdobyli 9 statuetek.
| Juno Awards | Juno Awards                             | Juno Awards                          | Juno Awards |
| Rok         | Nominacja                               | Kategoria                            | Rezultat    |
| ----------- | --------------------------------------- | ------------------------------------ | ----------- |
| 2001        | Nickelback                              | Best New Group                       | Wygrana     |
| 2002        | „Silver Side Up”                        | Best Album                           | Nominacja   |
| 2002        | „Silver Side Up”                        | Best Rock Album                      | Wygrana     |
| 2002        | „How You Remind Me”                     | Best Single                          | Wygrana     |
| 2002        | Nickelback                              | Best Group                           | Wygrana     |
| 2003        | „Spiderman Soundtrack"/"Silver Side Up” | Songwriter of the Year               | Wygrana     |
| 2003        | Nickelback                              | Juno Fan Choice Award                | Nominacja   |
| 2004        | „The Long Road”                         | Album of the Year                    | Nominacja   |
| 2004        | „The Long Road”                         | Rock Album of the Year               | Nominacja   |
| 2004        | Nickelback                              | Group of the Year                    | Wygrana     |
| 2004        | Nickelback                              | Juno Fan Choice Award                | Wygrana     |
| 2004        | „Someday”                               | Single of the Year                   | Nominacja   |
| 2005        | Nickelback                              | Jack Richardson Producer of the Year | Nominacja   |
| 2006        | „All the Right Reasons”                 | Album of the Year                    | Nominacja   |
| 2006        | „All the Right Reasons”                 | Rock Album of the Year               | Wygrana     |
| 2006        | Nickelback                              | Group of the Year                    | Wygrana     |
| 2006        | Nickelback                              | Jack Richardson Producer of the Year | Nominacja   |
| 2006        | Nickelback                              | Juno Fan Choice Award                | Nominacja   |
| 2006        | „Photograph”                            | Single of the Year                   | Nominacja   |
| 2007        | Nickelback                              | Juno Fan Choice Award                | Nominacja   |
| 2007        | Nickelback                              | Songwriter of the Year               | Nominacja   |

### MuchMusic Video Awards
Tabela przedstawia nagrody MuchMusic Video Awards, przyznawane przez kanadyjski kanał telewizyjny MuchMusic. Grupa Nickelback spośród   8 nominacji zdobyła 4 statuetki.
| MuchMusic Video Awards | MuchMusic Video Awards | MuchMusic Video Awards                    | MuchMusic Video Awards |
| Rok                    | Nominacja              | Kategoria                                 | Rezultat               |
| ---------------------- | ---------------------- | ----------------------------------------- | ---------------------- |
| 2002                   | „Too Bad”              | Best Video                                | Wygrana                |
| 2002                   | „Too Bad”              | MuchLoud Best Rock Video                  | Wygrana                |
| 2006                   | „Photograph”           | MuchLoud Best Rock Video                  | Wygrana                |
| 2007                   | „If Everyone Cared”    | Best Video                                | Nominacja              |
| 2007                   | „If Everyone Cared”    | MuchLoud Best Rock Video                  | Nominacja              |
| 2007                   | „Far Away”             | MuchMoreMusic Award                       | Wygrana                |
| 2007                   | „Far Away”             | Best International Video By A Canadian    | Nominacja              |
| 2007                   | „Far Away”             | People’s Choice: Favourite Canadian Group | Nominacja              |

### People’s Choice Awards
Tabela przedstawia People’s Choice Awards, czyli nagrody przyznawane przez popularną grupę ludzi. Nickelback do tej pory doczekał się 1 nominacji w której wygrał.
| People’s Choice Awards | People’s Choice Awards | People’s Choice Awards | People’s Choice Awards |
| Rok                    | Nominacja              | Kategoria              | Rezultat               |
| ---------------------- | ---------------------- | ---------------------- | ---------------------- |
| 2007                   | Nickelback             | Favorite Group         | Wygrana                |